# Raymond Cauchetier
Raymond Cauchetier est un photographe français, né le 10 janvier 1920 dans le 12e arrondissement de Paris où il est mort le 22 février 2021. 
Il est connu pour avoir été photographe de plateau de 1959 à 1968 sur un grand nombre des films de la Nouvelle Vague. Il a notamment travaillé sur À bout de souffle, Jules et Jim, les Quatre Cents Coups, Lola, Cléo de cinq à sept et Baisers volés.

## Biographie
Raymond Cauchetier né à Paris le 10 janvier 1920.
À l'âge de onze ans, Raymond Cauchetier est marqué par la reproduction du temple d’Angkor Vat à l'exposition coloniale de 1931.
Pendant l'occupation de la France par les nazis, Raymond Cauchetier rejoint la Résistance et devient membre d’un commando du Corps Franc Pommiès.
En 1951, il rejoint l'Indochine. En 1953, le général Chassin le charge de réaliser un album de photographies sur la vie du personnel de l'armée de l'air. Il investit alors lui-même dans un Rolleiflex et publie son premier ouvrage de photographies Ciel de guerre en Indochine,.
Après la guerre, il reste au Viêtnam et photographie le peuple vietnamien. Il publie un second ouvrage de photographie Saigon en 1955 chez Albin Michel. À Saigon, il rencontre l'écrivain Graham Greene. 
En 1957, il rencontre à Angkor le cinéaste Marcel Camus en repérage pour le tournage de Orfeu Negro. Le producteur du film lui propose alors d'être photographe de plateau sur le film.
À son retour en France, le producteur Georges de Beauregard lui propose d'être photographe de plateau sur le premier long métrage de Jean-Luc Godard À bout de souffle. Il devient alors, entre 1958 et 1968, photographe sur les plateaux de la Nouvelle Vague, : après À bout de souffle, il a notamment travaillé sur Jules et Jim, les Quatre Cents Coups, Lola, Cléo de cinq à sept et Baisers volés.
Comme acteur, il apparaît dans Cléo de 5 à 7 d'Agnès Varda dans le rôle de Raoul, le projectionniste d'un cinéma de quartier. 
En 1967, le roi du Cambodge Norodom Sihanouk le charge de réaliser un ouvrage sur le pays et sur la capitale Phnom Penh.
Entre 1975 et 2003, il se consacre à sa passion pour la sculpture romane : il parcourt de nombreux pays et produit des milliers de clichés.
Le 22 février 2021, il meurt à Paris à l'âge de 101 ans de la Covid-19,.

## Récompenses
- Chevalier de la Légion d'honneur (1955)[8]

## Publications
- Ciel de guerre en Indochine (préface du général de division aérienne Lionel-Max Chassin), Lausanne, 1953
- Saigon (préface de Pierre-Jean Laspeyres), Paris, Albin Michel, 1955[9].
- Photos de cinéma - Autour de la Nouvelle Vague, 1958-1968,  texte de Marc Vernet, Image France Éditions, 2007 :
- Flash-back sur Raymond Cauchetier, 2013 (ISBN 978-2-9546818-0-1)
- (en) Raymond Cauchetier's new wave, Antique Collector's Club, 2015, 240 p. (ISBN 1851497919)
- Raymond Cauchetier, La nouvelle vague, Paris, Hugo Image, 2022, 238 p. (ISBN 978-2755698862)

Ouvrages collectifs :
- Jean-Pierre Dannaud (photogr. Cahery – R. Cauchetier – R. Coutard – Nguyen manh dan – J.P Dannaud – G. Defive – P. Ferrari – Pham Kim Khanh – Surel – R. Varoqui), Cambodge, Lausanne, La Guilde du Livre, 1956
- Guerre morte …il y avait une guerre d’Indochine, de Jean-Pierre Dannaud. Illustrations photographiques de Michel Aubin, Édouard Axelrad, Werner Bischof, Marcel Bourlette, Robert Bouvet, Daniel Camus, Raymond Cauchetier, Paul Corcuff, Raoul Coutard, Guy Defive, Dervoust, Yves Fayet, Pierre Ferrari, Ernst Haas, Jacques Jahan, Francis Jauréguy, Fernand Jentile, Georges Liron, René Martinoff, Missions étrangères, Nguyen Manh Danh, Jacques Oxenaar, Jean-Marie Pelou, Jean Péraud, Jean Petit, S.I.V.N., Raymond Varoqui. Supplément à la revue Indochine Sud-Est Asiatique, Imp. Georges Lang, Paris, 1954. La Pensée Moderne, 1973

## Expositions
- 1964 : Faces of Vietnam, Smithsonian Institute, Washington, États-Unis
- 2005 : Saigon 1955 - Ho Chi Minh Ville 2005, Hô Chi Minh-Ville, Viêt Nam
- 2008 : Paris fait son cinéma, École du Louvre et Forum des Images, Paris, France
- 2010 : Nouvelle Vague, James Hyman Gallery, Londres, Angleterre, 14 juillet-28 août[10]
- 2012 : Le cinéma du reporter, Polka Galerie, Paris du 25 janvier au 3 mars 2012[11]
- 2012 : Nouvelle Vague, Academy of Motion Picture Arts and Sciences, Los Angeles, États-Unis
- 2013 : Salon de la photo, Paris
- 2021 : Nouvelle Vague, Rencontres de la photographie d'Arles, Abbaye de Montmajour[12]
- 2022 : La Nouvelle Vague di Raymond Cauchetier, Isola Del Cinema, Île Tibérine, Rome, du 9 juillet au 4 septembre.